# Bo Larsson
Pour les articles homonymes, voir Larsson.
Bo Larsson, surnommé Bosse Larsson,  né le 5 mai 1944 à Malmö (Suède) et mort dans la même ville le 18 décembre 2023, est un joueur de football suédois actif à partir de 1962 jusque 1980 au poste d’attaquant.

## Biographie

### Club
Il joue la majeure partie de sa carrière (de 1962 à 1980) au Malmö FF, excepté une parenthèse entre 1966 et 1969, en Allemagne à Stuttgart. Dans ses années passées à Malmö (où il totalise 307 matchs pour 119 buts en quinze ans), il gagne un nombre considérable de trophées (en tout sept championnats de l'Allsvenskan et quatre coupes de Suède), et devient le premier joueur à remporter deux fois le trophée du Guldbollen (ballon d'or suédois). Il termine également trois fois le meilleur buteur du championnat (1963, 1965 et 1970).

### International
Il joue avec l'équipe de Suède durant 14 années (de 1964 à 1978), où il marque 17 buts en 70 sélections. Il participe à trois coupes du mondes : celles de 1970, de 1974 et de 1978.

## Palmarès

### Club
- Championnat de Suède : 7

1965, 1967, 1970, 1971, 1974, 1975, 1977
- Coupe de Suède : 4

1973, 1974, 1975, 1978

### Individuel
- Joueur suédois de l'année : 2

1965, 1973
- Meilleur buteur du championnat de Suède : 3

1963, 1965, 1970
- Meilleur buteur du Malmö FF

119 buts en 307 matchs
- Meilleur footballeur de l'année en Bundesliga :

1969
- Membre du Hall of Fame suédois
- Athlète de l'année de la ville de Stuttgart en 1969

## Cinéma
En 1974, il a participé au film Tom foot, réalisé par Bo Widerberg.